# Iraks herrlandslag i fotboll
Iraks herrlandslag i fotboll, ofta benämnt som Lions of Mesopotamia, är Iraks nationella fotbollslag för herrar och kontrolleras av IFA. Laget vann Asiatiska mästerskapet 2007.

## Historik
Irakiska fotbollens historia har sin början i slutet på 1920 - och början på 1930-talet då flera fotbollsklubbar bildades. klubbarna Al-Quwa Al-Jawiya , det irakiska flygvapnets klubb i Bagdad – som också är landets äldsta klubb, och Al-Minaa, hamnarbetarnas klubb i Basra bildades 1931 som de två första organiserade klubbarna och som - än idag - är de äldsta existerande klubbarna i Irak. Förbundet grundades den 8 oktober 1948 och anslöt sig till Fifa 1950 och AFC 1971. 
Irak blev ett officiellt ett landslag 1951, och spelade första matchen den 6 maj 1951 då man föll borta med 0-7 mot turkiska B-landslaget. Iraks första internationella framträdande som sportnation kom (1957) under pan-arabiska spelen. Mästerskapet gick i Beirut där Irak kom att spela sin första match den 19 oktober 1957. Den slutade 3-3 mot Marocko. 
I december 1959 åkte man på sin största förlust någonsin, 1-7 mot Turkiet. 
Irak vann sin första titel 1964 under Arabiska mästerskapet, som är en turnering mellan AFC:s och CAF:s arabiska landslag. Irak vann de tre kommande turneringarna 1966, 1985 och 1988 och tog alltså fyra titlar i följd. Spelåren har dock varit skiftande på grund av den spända politiken i Mellanöstern och andra arabiska nationer generellt.

### Den gyllene generationen
Iraks fotboll nådde en topp under 1970- och 80-talen. 
1974 kunde Irak spela sitt första VM-kval. Oavgjort mot Indonesien och förlust mot Australien kostade VM-platsen. Även om man kom tvåa räckte det inte, det var enbart gruppsegraren som tog sig vidare. 1972 kvalificerade Irak till sitt första Asiatiska mästerskap. Irak förlorade 0-3 mot Iran och fick nöja sig med 1-1 mot Thailand och man åkte ut i gruppen. 1976 gick något bättre. Även om man förlorade mot Iran med 0-2 slog man Sydjemen med 1-0, och det räckte till semifinalen mot Kuwait som man förlorade mot med 2-3 efter förlängning. Irak slutade på fjärde plats i detta mästerskap efter att förlorat bronsmatchen mot Kina med 1-0.
Under mitten på 1970-talet fick man fram ett mycket bra lag som vann tre asiatiska Ungdomsmästerskap mellan åren 1975 och 1978 och flera duktiga spelare kom fram från den stommen och kom att fira flera stora framgångar för Irak, i synnerhet i de regionala mästerskapen. Några nyckelspelare, särskilt under 1980-talet var Falah Hassan, Hussein Saeed, Ahmed Radhi, Basil Gorgis och Thamir Yousif. En framgångsrik tränare under den här tiden var Ammo Baba som tränade landslaget flera gånger under denna period. 
Ammo Baba, Iraks stora fotbollsstjärna på 50- och 60-talet ses av många som en ikon i sitt hemland. 
Irak vann Gulf Cup 1979, 1984 och 1988 och tidigare nämnda arabiska mästerskapen 1985 och 1988. 1985 vann man panarabiska mästerskapen efter finalseger mot Marocko, där Basil Gorgis nickade in det avgörande målet. 1982 vann man Asian Games, som då hade med de bästa lagen och inte dagens U23-format. I den finalen mötte man de stora rivalerna Kuwait som Irak haft många holmgångar med, man vann med 1-0 efter mål av Hussein Saeed. 
Iraks stora VM-dröm var ett jagat mål. 1982 hamnade Irak i samma grupp tillsammans med Saudiarabien, Qatar, Bahrain och Syrien. Samtliga matcher spelades i Saudiarabien och Irak slog alla motståndare utom Saudiarabien. 0-1-förlusten innebar en andraplats och ingen plats till sista omgången. Till kvalet 1986 lyckades Irak ta sig till sista omgången. När man mötte Arabemiraten gick man vidare på bortamål. I platsen till turneringen fick man 0-0 borta mot Syrien och 3-1 hemma. Man hade nu kvalificerat sig till VM i Mexiko 1986, Iraks första VM någonsin.
I VM förlorade man alla matcher med uddamålet mot hemmalaget Mexiko, Paraguay och Belgien. Iraks enda mål gjorde Ahmad Radhi mot Belgien som slutade 1-2. Mot Mexiko och Paraguay förlorade man med 0-1 och kom sist i gruppen. Av de tortyrer som spekulerats mot Irakiska Idrottsmän under Saddam Hussein, så var nog näst sista plats i VM ett riktigt bakslag för alla spelarna.

### Den mörka generationen
Under Saddam Husseins regim var hans son Uday Hussein ansvarig för den irakiska olympiska kommittén och fotbollslandslaget. Uday Hussein styrde enväldigt och hänsynslöst. Det ingick hot om att hugga av spelarnas ben, missade träningar resulterade i fängelse och förluster ledde till prygel med elkabel eller bad i råa avlopp.
Efter Gulfkriget förbjöds Irak att delta i Asian Games och i de flesta arabiska tävlingar. 1996 var Irak rankat 139:e i världen, den sämsta FIFA-rankingen inom irakisk fotbolls historia någonsin.
Irak förbjöds att spela landskamper på hemmaplan på grund av oroligheterna. Nationalarenan Al-Shaab Stadium användes tidigare av amerikanerna som parkeringsplats för stridsvagnar, vilket gjorde att planen var i mycket dåligt skick. Den 13 juli 2009 spelade Irak sin första landskamp på stadion sedan 2001; man besegrade Palestina med 4-0. Fifa har nu gett Irak tillstånd att spela på arenan igen.
Irak har även efter kriget haft problem med att följa Fifa:s regler. Man har blivit avstängd två gånger. I maj 2008 beslutade Fifa att stänga av Irak från allt internationellt spel efter att regeringen upplöst Iraks olympiska kommitté mitt under VM-kvalet. Regeringen ändrade sig och Fifa hävde avstängningen kort därpå. Irak fick fortsätta VM-kvalet men åkte ut, vilket ledde till missnöje bland irakier. Senare på hösten blev det tal om ett val av ett nytt fotbollsförbund, eftersom Iraks fotbollsförbund, IFA, inte hade haft något val sedan Saddam-regimens fall. Men det blev aldrig av och IFA fick ha kvar sina anställda. Den olympiska kommittén fick däremot ha sitt val och man fick se nya ansikten för första gången på länge. 
Utvecklingen började gå åt rätt håll och fotbollen började styras mer demokratiskt fram till i november 2009 då problemen återupprepade sig. Den här gången var det den Olympiska kommittén som upplöste IFA och lät regeringssoldater ta över förbundets kontor. Representanter från den olympiska kommittén menade att detta berodde på dels ekonomiska bekymmer inom fotbollsförbundet, dels de ständiga uppskjutningarna av valet av nya representanter för fotbollsförbundet. Eftersom den olympiska kommittén var statligt styrd, gick det emot Fifa:s stadgar. Fifa ansåg att den olympiska kommittén, i form av en statligt styrd organisation, inte hade någon rätt att lägga sig i fotbollsförbundets angelägenheter. Då fick Iraks regering ett tidsultimatum av Fifa. Olympiska kommittén hade 72 timmar på sig att återinsätta IFA, annars skulle Irak stängas av från Fifa. När deadlinen hade passerat, hade inga beslut tagits tillbaka. Avstängningen drabbade irakisk fotboll hårt eftersom irakiska landslag och klubblag inte längre fick delta i matcher på internationell nivå. Irak var avstängda i fem månader tills Fifa ansåg att irakiska fotbollsförbundet IFA blivit fritt från statlig inblandning. Men i juli 2010 stormade irakiska soldater förbundets högkvarter i Bagdad för andra gången. Detta skedde efter korruptionsanklagelser riktade mot ledande personer inom fotbollsförbundet. Hussein Saeed, förbundsordföranden, fanns dock inte på plats och ingen sägs ha arresterats den gången. Saeed tillsammans med många andra inom det nuvarande förbundet ansågs den här gången ha starka band till Saddam Hussein och framförallt hans son Uday Hussein. Den senare var den som hjälpte Hussein Saeed, som även är en av Iraks största fotbollsspelare genom tiderna, att komma långt i sin karriär i förbundet. Men efter att Fifa återigen hotade med att avstänga Irak friades Saeed.

## Asiatiska cupen
Efter 1976 dröjde det till 1996 till nästa deltagande. Man började med en 2-1-seger mot Iran. Irak förlorade sedan med 0-1 mot Saudiarabien. Man vann sedan över Thailand med 4-1, och det räckte att gå vidare som en av de bästa grupptreorna. Man förlorade sedan med 0-1 mot Arabemiraten på goldengoal i kvartsfinalen. 2000 började bra med 2-0 mot Thailand. 

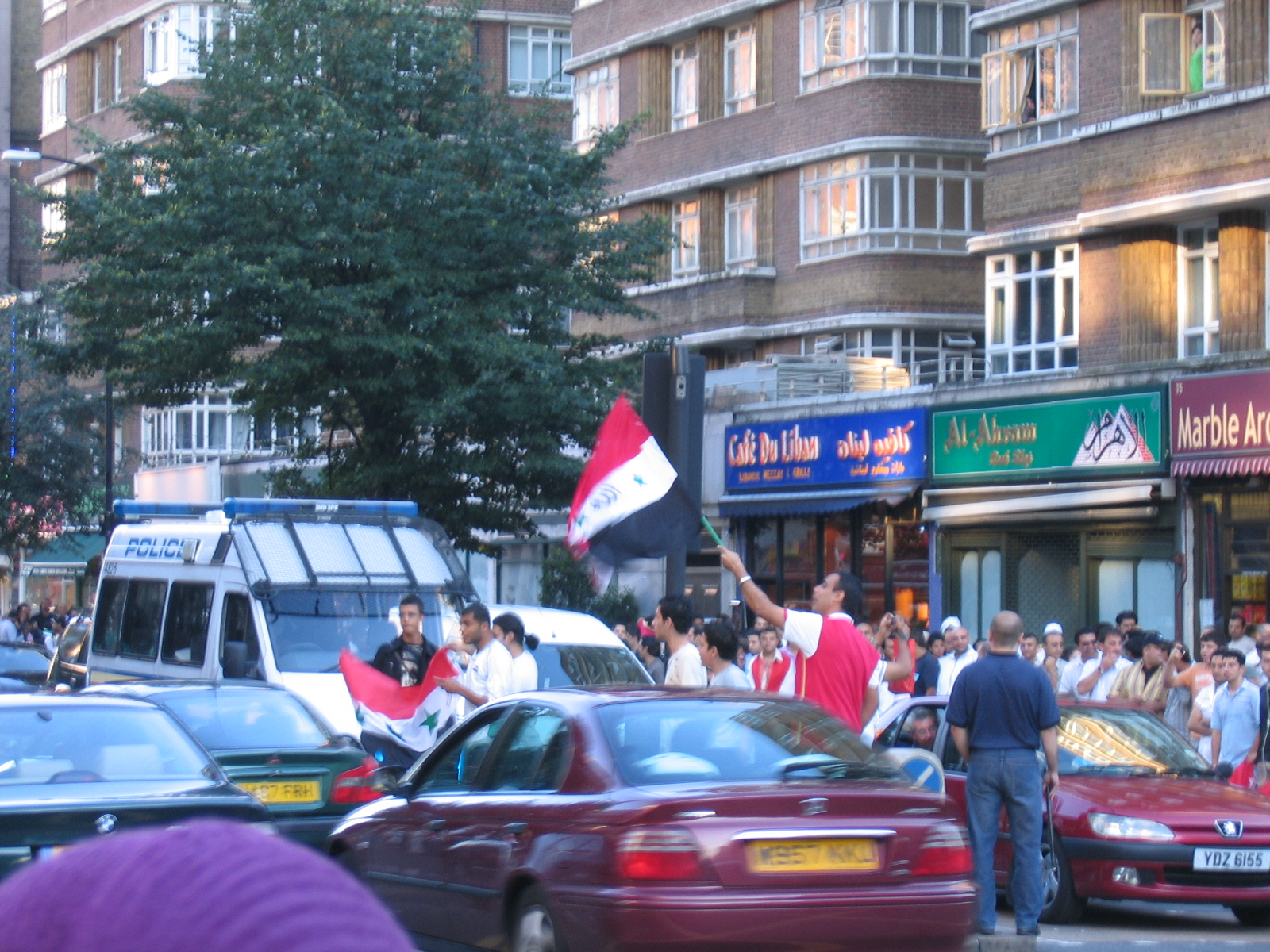
irakiska fans i Edgware Road, London firar efter att Irak vunnit asiatiska mästerskapen.

  Sedan började en besvikelse med bara 2-2 mot Libanon. Iran fick revansch på Irak och vann med 0-1, men man kom tvåa i gruppen. Kvartsfinalen förlorade man med 1-4 mot Japan. 2004 förlorade man med 0-1 mot Uzbekistan, men slog Turkmenistan med 3-2 och Saudiarabien med 2-1 efter ett sent mål av Younis Mahmoud. Kvartsfinalen förlorade man med 0-3 mot Kina då Iraks målvakt blev utvisad. 2007 vann Irak överraskande cupen. Efter en trög inledning med 1-1 mot Thailand, 3-1 mot Australien och 0-0 mot Oman tog man sig till kvartsfinalen. I kvarten slog man ut Vietnam med 2-0, Younis Mahmoud gjorde båda målen. I semifinalen slogs Sydkorea ut på straffar och finalen vanns med 1-0 mot Saudiarabien - Mahmoud målskytt. 2011 ställdes man mot Iran, Nordkorea och Arabemiraten. Irak började dåligt med en 1-2-förlust mot Iran men man slog Arabemiraten och Nordkorea med 1-0. I kvartsfinalen mötte man Australien som man slagit 2007. Irak pressade matchen till förlängning men i slutet klarade man inte av mer utan Australien kunde vinna med 0-1 efter ett mål i slutet av förlängningen av Harry Kewell. 

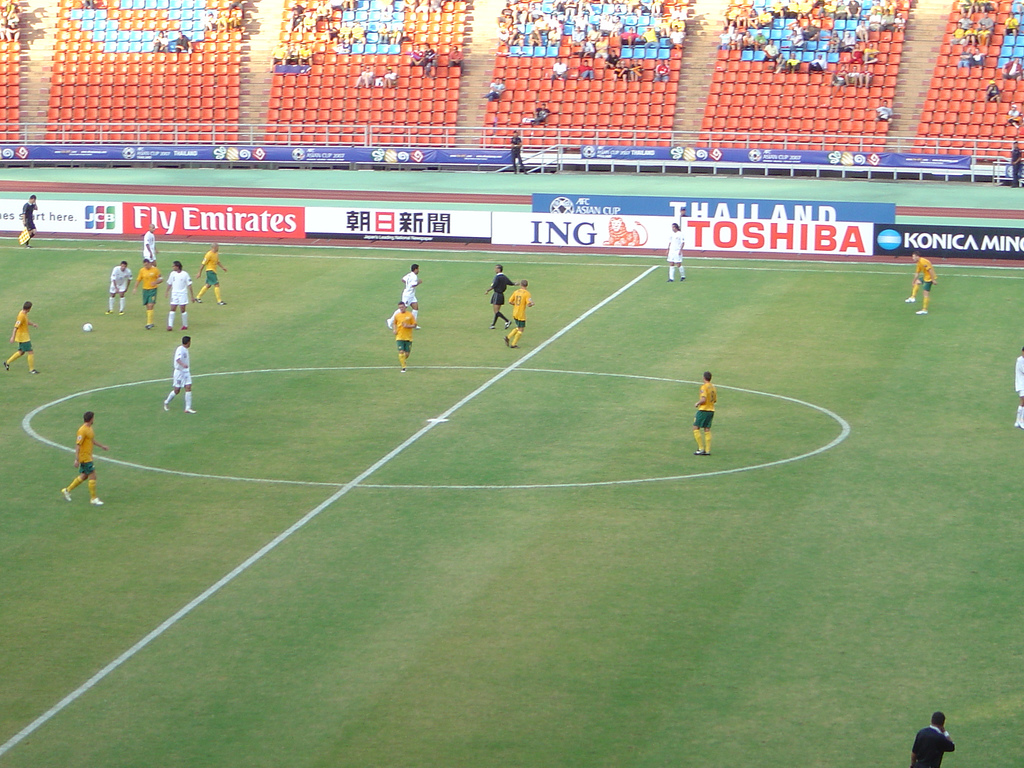
Under AFC matchen Irak-Australien. Matchen slutade 3-1 till Irak.

## OS
Irak har deltagit fler gånger i OS än VM. Debuten kom 1980. Irak slog Costa Rica med 3-0 och spelade oavgjort mot Finland och Jugoslavien. I kvarten blev man utklassade av Östtyskland med 0-4. 1984 var Irak tillbaks. Denna turneringen kom att bli mindre lyckad. Efter 1-1 mot Kanada följde förlust mot Kamerun och Jugoslavien, och man kom sist i gruppen. 1988 kom Irak trea efter 0-2 mot Italien, 3-0 mot Guatemala och 2-2 mot Zambia. 2004 överraskade Irak stort. I gruppen slog man Portugal med 4-2 och Costa Rica med 2-0. Förlusten kom efter 1-2 mot Marocko. I kvartsfinalen slog man ut Australien med 1-0. I semifinalen förlorade man med 1-3 mot Paraguay. Bronsmatchen mot Italien förlorade man också.

## Confederations Cup
Efter att Irak vunnit den asiatiska cupen 2007 kunde man delta i Confederations Cup. Man hamnade i grupp A med Sydafrika, Spanien och Nya Zeeland. Irak gjorde ett försök att vinna i Confederations Cup efter misslyckande i Gulfcupen 2009, då man bara tagit ett poäng och slutat sist i gruppen. Irak tog nu två poäng men det räckte inte till mer än en tredjeplats. Matcherna var 0-0 mot Nya Zeeland och Sydafrika. Förlusten kom med 0-1 mot Spanien. Irak hade det näst bästa försvaret i cupen efter gruppomgångarna med 1 insläppt mål, men däremot sämst anfall.

## Statistik

### Resultat i VM
| År        | Placering/Omgång | Matcher | Vinster | Oavgjorda* | Förluster | Mål | Målskyttar                            |
| --------- | ---------------- | ------- | ------- | ---------- | --------- | --- | ------------------------------------- |
| 1974      | Ej Kvalificerat  | –       | –       | –          | –         | –   | –                                     |
| 1978      | Ej Kvalificerat  | –       | –       | –          | –         | –   | –                                     |
| 1982      | Ej kvalificerat  | –       | –       | –          | –         | –   | –                                     |
| 1986      | Gruppspel        | 3       | 0       | 0          | 3         | 1   | Ahmad Radhi (1)                       |
| 1990-2018 | Ej kvalificerat  | –       | –       | –          | –         | –   | –                                     |
| Totalt    | Gruppspel        | 3       | 0       | 0          | 3         | 1   | Bästa målskyttar: Ahmad Radhi (1 mål) |

* Oavgjorda matcher inkluderar matcher som avgjorts genom straffsparksläggning.

### Resultat i Asiatiska mästerskapet
- 1956 - Deltog ej
- 1968 - Deltog ej
- 1972 - Gruppspel
- 1976 - 4:a
- 1980 - Deltog ej
- 1992 - Deltog ej
- 1996 - Kvartsfinal
- 2000 - Kvartsfinal
- 2004 - Kvartsfinal
- 2007 - Guld
- 2011 - Kvartsfinal
- 2015 - Semifinal
- 2019 - Åttondelsfinal

## Profiler genom tiderna

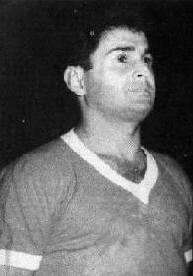
Ammo Baba.

- Adnan Dirjal
- Ahmad Radhi
- Ammo Baba
- Basil Gorgis
- Falah Hassan
- Hussein Saeed
- Thamer Yousif

## Nuvarande trupp
Följande 26 spelare har blivit uttagna till vänskapsmatcherna mot Jemen 10 oktober 2014, samt till Bahrain 14 oktober 2014.
| Nr | Pos. | Namn             | Födelsedatum (ålder) | Matcher | Mål |                       | Klubb             |  |
| -- | ---- | ---------------- | -------------------- | ------- | --- | --------------------- | ----------------- |  |
|    | MV   | Jalal Hassan     | 18 maj 1991          | 10      | 0   | Irak                  | Arbil             |  |
|    | MV   | Mohammed Hameed  | 24 januari 1993      | 5       | 0   | Irak                  | Al-Shorta         |  |
|    | MV   | Ali Yaseen       | 9 augusti 1993       | 0       | 0   | Irak                  | [[]]              |  |
|    |      |                  |                      |         |     |                       |                   |  |
|    | F    | Salam Shaker     | 31 juli 1986         | 71      | 4   | Qatar                 | Al-Shorta         |  |
|    | F    | Ahmad Ibrahim    | 25 februari 1992     | 31      | 0   | Förenade arabemiraten | Ajman             |  |
|    | F    | Ali Adnan Kadhim | 19 december 1993     | 21      | 1   | Turkiet               | Çaykur Rizespor   |  |
|    | F    | Ali Bahjat       | 3 mars 1992          | 16      | 0   | Irak                  | Al-Shorta         |  |
|    | F    | Dhurgham Ismail  | 23 maj 1994          | 13      | 1   | Irak                  | Al-Shorta         |  |
|    | F    | Mustafa Nadhim   | 23 september 1993    | 4       | 2   | Irak                  | Al-Quwa Al-Jawiya |  |
|    | F    | Sameh Saeed      | 1 juli 1992          | 1       | 0   | Irak                  | Bagdad            |  |
|    | F    | Hawbir Mustafa   | 24 september 1993    | 0       | 0   | Nederländerna         | MVV Maastricht    |  |
|    | F    | Saad Natiq       | 19 mars 1994         | 0       | 0   | Irak                  | Al-Masafi         |  |
|    |      |                  |                      |         |     |                       |                   |  |
|    | MF   | Mahdi Karim      | 10 december 1983     | 97      | 12  | Irak                  | Al-Shorta         |  |
|    | MF   | Saif Salman      | 1 juli 1993          | 28      | 0   | Irak                  | Al-Quwa Al-Jawiya |  |
|    | MF   | Ahmed Yasin      | 22 april 1991        | 24      | 1   | Sverige               | A.I.K.            |  |
|    | MF   | Humam Tariq      | 10 februari 1996     | 15      | 0   | Förenade arabemiraten | Al-Ahli           |  |
|    | MF   | Ali Abbas        | 30 augusti 1986      | 9       | 0   | Australien            | Sydney FC         |  |
|    | MF   | Mahdi Kamel      | 6 januari 1995       | 7       | 0   | Irak                  | Al-Shorta         |  |
|    | MF   | Osama Rashid     | 13 januari 1992      | 6       | 0   | Nederländerna         | Alphense Boys     |  |
|    | MF   | Yaser Kasim      | 10 maj 1991          | 1       | 0   | England               | Swindon Town      |  |
|    | MF   | Bashar Rasan     | 22 december 1996     | 1       | 0   | Irak                  | Al-Quwa Al-Jawiya |  |
|    |      |                  |                      |         |     |                       |                   |  |
|    | A    | Younis Mahmoud   | 2 mars 1983          | 125     | 50  |                       | Klubblös          |  |
|    | A    | Amjad Khalaf     | 5 oktober 1991       | 12      | 0   | Irak                  | Al-Shorta         |  |
|    | A    | Marwan Hussein   | 4 januari 1991       | 1       | 0   | Irak                  | Al-Shorta         |  |
|    | A    | Farhan Shakor    | 15 oktober 1995      | 1       | 0   | Irak                  | Al-Zawraa         |  |
|    | A    | Justin Meram     | 4 december 1988      | 0       | 0   | USA                   | Columbus Crew     |  |

### Nyligen inkallade
Följande spelare har varit uttagna i det irakiska landslaget de senaste 12 månaderna.